# Poço das Antas
Poço das Antas é um município brasileiro do estado do Rio Grande do Sul. Sua população foi estimada em 2 098 habitantes, conforme dados do IBGE de 2019.